# Didier Lupfer
Didier Lupfer est un homme de médias français, dirigeant d'entreprise et producteur de cinéma né le 29 avril 1964 à Lunéville. Actuellement CEO de The Media Company, Il a été directeur général adjoint du groupe Canal+ et Président de Studiocanal. Il remporte trois Césars avec le film Gainsbourg (vie héroïque). En 2017, Il entre dans le top 500 des personnalités de l'année du Variety Magazine.

## Biographie
Didier Lupfer a commencé sa carrière à RTL Télévision en 1986. Il participe au lancement de M6 (Métropole Télévision) en mars 1987 où il est nommé responsable des études marketing puis directeur adjoint de la programmation. Il quitte M6 pour rejoindre Carat TV en août 1991 comme directeur des programmes. Le groupe RTL le rappelle en aout 1993 pour seconder Jean Stock, directeur délégué des activités télé du groupe audiovisuel. Nommé directeur général de TPS Cinéma en janvier 1996, il lance les chaînes Cinéstar 1, Cinéstar 2, Ciné Toile et Cinéfaz.
Il rejoint une première fois Canal+ en mai 2000 comme directeur adjoint de l'antenne chargé du cinéma. Il crée la société One World Films en mars 2006. Il produit Pour un fils d'Alix de Maistre, Gainsbourg (vie héroïque) de Joann Sfar et La Guerre des Boutons de Yann Samuell. Parallèlement, il devient directeur des contenus de Belgacom TV/Proximus et CEO de SIA Skynet. En janvier 2011, sous l'impulsion de Yves Guillemot, il crée Ubisoft Motion Pictures et produit la série mondialement connue les Lapins Crétins et le film Assassin's Creed.
Rappelé en septembre 2015 par Vincent Bolloré, Didier Lupfer est nommé directeur général adjoint du groupe Canal+ et président de Studiocanal. Il réorganise Studiocanal par le redéploiement de la production de film (Paddington 2, The Commuter, Mia & le lion blanc, Cold Pursuit, Le Grand Bain...) qui permet à la société de battre trois records : 17 millions d'entrées en salle en 2017, plus de 10 millions d'entrées en salle deux années de suite (2017-2018) et enfin record historique du nombre d'entrées sur un film : Le Grand Bain. Parallèlement, il accélère le développement de Studiocanal dans la fiction par des prises de participation dans Bambu Productions à Madrid, Urban Myth et Sunnymarch à Londres. Studiocanal devient leader européen du cinéma et des séries avec notamment la série mondiale à succès Years and years.
Courant 2020, il crée la société The Media Company, spécialisée dans le développement et la production d'histoires européennes pour le cinéma, les diffuseurs TV et les plateformes.